# Aquilolamna
Aquilolamna je vyhynulý rod pravěkého žraloka, který byl popsán roku 2021 na základě téměř úplně zachovalé kostry a možných otisků kůže, nalezených roku 2012 v lomu ve Vallecillo v Mexiku. Žil v období svrchní křídy asi před 93 miliony let. Jediný známý druh A. milarcae je díky svým nezvyklým ploutvím připomínající křídla přezdíván „orlí žralok“.

## Taxonomie
Taxonomie tohoto rodu je sporná, protože sice byla nalezena velmi dobře zachovalá kostra, ale žádné zuby, které jsou důležité pro určování příbuznosti žraloků. Zuby byly pravděpodobně ztraceny po smrti zvířete, ale je možné, že se nachází hlouběji ve vápencové desce. Je také možné, že zuby tohoto rodu již byly dříve objeveny. Potencionální otisky kůže mohou ve skutečnosti být jen zkamenělý biofilm.
Tento druh byl zařazen do řádu Lamnifomes díky podobným morfologickým znakům, ale kvůli jeho neobvyklému vzhledu mají někteří paleontologové výhrady k jeho taxonomickému řazení před dalším výzkumem. Byla vyslovena domněnka, že tento rod mohl patřit do stejné čeledi jako žraloci rodů Cretomanta a Platylithophycus, kteří žili přibližně ve stejné době jako Aquilolamna.
Je znám pouze jeden druh tohoto rodu – Aquilolamna milarcae.

## Popis
Tento žralok měl extrémně dlouhé prsní ploutve, díky nimž připomínal rejnoka mantu. Dorůstal délky asi 165 cm a rozpětí prsních ploutví dosahovalo 190 cm. Tělo a ocas byly podobné současným žralokům. Měl širokou tlamu a pravděpodobně velmi malé zuby, zřejmě se živil filtrováním planktonu. V období křídy se jedná o výjimečný způsob získávání potravy, kromě tohoto rodu se tak živila pouze jedna skupina kostnatých ryb. Na rozdíl od manty, která se pohybuje máváním prsních ploutví, Aquilolamna „klouzal“ vodou s roztaženými ploutvemi a poháněl se pohyby ocasu.